# ناوشکن کلاس ایسوکاز
دیسترویر کلاس ایسوکاز (به انگلیسی: Isokaze-class destroyer) یک کلاس از کشتی است که طول آن ۹۴٫۵ متر (۳۱۰ فوت) می‌باشد.